# Ana Fidelia Quirotová
Ana Fidelia Quirotová (* 23. března 1963 Santiago de Cuba) je bývalá kubánská atletka, mistryně světa v běhu na 800 metrů z let 1995 a 1997.

## Sportovní kariéra
Na světových soutěžích se začala prosazovat na konci 80. let 20. století. Na mistrovství světa v roce 1987 skončila ve finále běhu na 800 metrů čtvrtá, v roce 1991 v Tokiu již získala stříbrnou medaili, o rok později na olympiádě v Barceloně pak ve finále půlkařek doběhla třetí. Zvítězila v běhu na 800 metrů na mistrovství světa v letech 1995 a 1997. V olympijském finále osmistovkařek v Atlantě v roce 1996 vybojovala stříbrnou medaili. Její osobní rekod v běhu na 800 metrů 1:54,44 pochází z roku 1989, v běhu na 400 metrů dosáhla nejlepšího času 49,61 (v roce 1991).